# 牛埔頭
牛埔頭，是臺灣雲林縣東勢鄉的一個傳統地域名稱，位於該鄉南部。相較於今日行政區，其範圍大致與嘉隆村相近。

## 歷史
台灣清治末期，牛埔頭地區為一街庄，稱為「牛埔頭庄」，隸屬於海豐堡。該庄北與東勢厝庄為鄰，東北與月眉庄為鄰，東邊及南邊隔舊虎尾溪與溪底庄、四湖庄、羊稠厝庄為界，西邊為程海厝庄。
1901年（日治明治三十四年）11月，全台廢縣廳改設二十廳，該庄隸屬於斗六廳。1903年（明治三十六年）6月，該庄編入「東勢厝區」，仍隸屬於斗六廳。1909年（明治四十二年）10月，合併二十廳為十二廳，東勢厝區改隸屬於嘉義廳。1920年（大正九年），全台地方制度大改正，廢十二廳改設五州二廳，該庄改制為「牛埔頭」大字，隸屬於臺南州虎尾郡海口庄。
戰後海口庄改制為海口鄉，隸屬於臺南縣，大字亦改制為村。1946年9月，海口鄉拆分為臺西、東勢兩鄉，本地區隸屬於東勢鄉。1950年9月，雲、嘉、南分治，東勢鄉改隸屬於雲林縣。

## 聚落
本地區發展較早的聚落有山藔、頂藔、牛埔頭（嘉隆）、圳頭（圳頭厝）等，在日治期初期的官方地圖上已有記載。此外，本地區尚有港底聚落。

## 交通
省道台78線即「東西向快速公路－台西古坑線」，是雲林縣境內的東西向快速公路，大致以西向東轉西南西—東北東走向經過本地區北部邊界外不遠處，並於縣道153號交會處設有東勢交流道。由此向西可前往台西鄉並止於省道台61線（西部濱海快速公路）交會處的台西交流道；向東可前往元長鄉北部、土庫鎮、虎尾鎮南部、大埤鄉東北部、斗南鎮、斗六市南部、古坑鄉西北部、高厝林子頭的東側端點（古坑端）並止於國道3號古坑系統交流道；亦可於大埤鄉與斗南鎮交界地帶的雲林系統交流道轉接國道1號前往台灣西部南北各地。
縣道153號（東榮路、嘉隆路）是麥寮鄉至北港鎮好收的道路，大致以北向南轉東南微南再轉東南經過本地區中部略偏東地帶。該由道路向北穿越東勢市區、縣道158號路口、省道台78線（東西向快速公路－台西古坑線）東勢交流道後可前往麥寮市區南側並止於省道台17線路口；向南可前往四湖鄉東部、北港鎮西部略偏北的好收並止於縣道155號路口。
縣道158號（東勢西路、外環西路、外環東路、文化路）是台西鄉海口至斗南鎮北勢仔的道路，大致以西北—東南走向轉東南東再轉東北東經過本地區北部邊界外不遠處，並經過省道台78線（東西向快速公路－台西古坑線）高架橋下及縣道153號路口。由該道路向西北可前往台西鄉並止於省道台17線路口；向東北東可前往褒忠鄉、土庫鎮、虎尾鎮、斗南鎮並止於省道台1線路口。
鄉道雲112線是圳頭厝至頂寮的道路，其西側端點（起點）位於本地區中部圳頭厝聚落西北側的鄉道雲113線路口。由此向南轉東南再轉東北東再轉東，出聚落後轉東南東再轉東北東，至縣道153號路口轉西北微北與其共線約20公尺，至路口轉東北東進入牛埔頭（嘉隆）聚落蜿蜒而行，其後順路轉北北西沿聚落東側而行，經鄉道雲112-1線終點路口並出聚落後轉北，至本地區北部邊界地帶的路底轉東南東，其後沿邊界轉東北再轉東北東再轉東北再轉東北東，出境後可前往月眉地區西南部並止於縣道158號路口。
鄉道雲112-1線是港仔底至嘉隆（牛埔頭）的道路，全線位於本地區境內，其西側端點（起點）位於本地區西北部的鄉道雲124-2線路口。由此向東直行，至富農南路路口轉東南東再轉東微南，經鄉道113線路口後轉東北東，經縣道153號路口後沿牛埔頭（嘉隆）聚落北側而行，至圳道埔姜崙分線前轉東南東沿圳道南岸而行，至聚落東北端止於鄉道雲112線路口。
鄉道雲113線（嘉芳南路）是東勢至四湖的道路，其北側端點（起點）位於本地區北部略偏東接近東勢市區的縣道153號路口。由此向南南西轉西南，經鄉道雲112-1線路口、雲112線起點路口後續行，再經鄉道雲113-1線起點路口後於本地區南部邊界略偏西處出境，可前往四湖市區並止於縣道160號路口。
鄉道雲113-1線是嘉隆至新厝的道路，其東北側端點（起點）位於本地區西南部的鄉道雲113線路口。由此向北行，至第二個左側路口轉西，經路口後順路轉西北西，至路口轉西南微南以至於本地區南部邊界西側出境，可前往四湖與羊稠厝交界地帶並止於新厝仔聚落西側的鄉道雲113-2線路口。
鄉道雲122線是舊泉州至程海厝的道路，大致以西微北—東微南走向由本地區西部邊界南側入境後，繞大彎轉東北微東，至路口轉北北東蜿蜒而行，於本地區北部邊界偏西側處經鄉道雲124-2線終點路口出境。由該道路向西北微西可前往程海厝南部、程海厝與牛厝交界地帶、牛厝、丘厝並止於該地區中部略偏北的鄉道雲126-1線路口。
鄉道雲124線（嘉芳北路）是五榔（五塊寮）至東勢的道路，其東側端點（終點）位於本地區北部略偏東近邊界地帶的縣道153號路口。由此向西北轉西北西，出境後可前往東勢厝西南部、程海厝北部、五塊寮並止於縣道158號路口。
鄉道雲124-2線（富農南路、懷恩街）是東勢至港底寮的道路，全線位於本地區西北部邊界地帶，其東北側端點（起點）位於本地區北部邊界地帶的鄉道124線路口。由此向南南西轉西南西再轉西南微西沿邊界而行，其後沿轉西南再轉西，出境一小段後轉西南再度入境，經鄉道雲112-1線起點路口後續行，於下一個路口轉西蜿蜒而行，至位於本地區西部邊界地帶的路口轉西南再轉西南西沿邊界而行，止於港底寮聚落東北郊的鄉道122號路口。

## 學校
- 東勢國中